# Jan Rokita
Jan Władysław Rokita (ur. 18 czerwca 1959 w Krakowie) – polski polityk i publicysta, w latach 1992–1993 Minister-szef Urzędu Rady Ministrów, poseł na Sejm w latach 1989–2007 (X, I, II, III, IV i V kadencji). Współzałożyciel Stronnictwa Konserwatywno-Ludowego i jego prezes w latach 2000–2002. Jeden z liderów Platformy Obywatelskiej w pierwszych latach jej istnienia, jej wiceprzewodniczący w latach 2001–2003 i 2005–2006 oraz przewodniczący klubu parlamentarnego w latach 2003–2005.
Przez pewien okres swojej działalności publicznej posługiwał się imionami Jan Maria.

## Życiorys

### Wykształcenie i działalność opozycyjna
Absolwent V Liceum Ogólnokształcącego im. Augusta Witkowskiego w Krakowie. Ukończył studia na Wydziale Prawa Uniwersytetu Jagiellońskiego (1983), studiował również filozofię na UJ oraz historię Kościoła katolickiego na Papieskiej Akademii Teologicznej.
We wrześniu 1980 brał udział w wiecu, na którym powstało Niezależne Zrzeszenie Studentów. W listopadzie tego samego roku został jego przewodniczącym na UJ, wchodził też w skład Krajowej Komisji Koordynacyjnej NZS. Po wprowadzeniu stanu wojennego został zatrzymany 21 stycznia 1982, następnie był internowany do 2 lipca 1982. W 1985 przystąpił do Ruchu Wolność i Pokój, organizacji o charakterze antykomunistycznym i pacyfistycznym. W maju 1986 został ponownie zatrzymany przez funkcjonariuszy Służby Bezpieczeństwa. Podczas tej czynności pobrano mu siłą odciski palców oraz dopuszczono się istotnych uchybień formalnych. Jan Rokita wytoczył następnie proces przeciwko SB o bezprawne pozbawienie wolności.
W grudniu 1988 został członkiem Komitetu Obywatelskiego przy Lechu Wałęsie.

### Działalność polityczna w latach 1989–2001
W 1989 uczestniczył w obradach Okrągłego Stołu jako reprezentant strony solidarnościowo-opozycyjnej. W wyborach w tym samym roku został wybrany na posła na Sejm kontraktowy. Został członkiem i wiceprzewodniczącym Obywatelskiego Klubu Parlamentarnego. Przewodniczył również sejmowej Komisji Nadzwyczajnej do zbadania działalności Ministerstwa Spraw Wewnętrznych, która zajęła się zbadaniem archiwów dawnej SB. Był autorem raportu końcowego z jej prac, nazwanego „raportem Rokity”.
W 1990 znalazł się wśród założycieli Ruchu Obywatelskiego Akcja Demokratyczna. Następnie przystąpił do Unii Demokratycznej, był przedstawicielem jej prawicowego skrzydła. W 1991 wybrany został do Sejmu I kadencji, w którym pełnił funkcję przewodniczącego Komisji Administracji i Spraw Wewnętrznych. W rządzie Hanny Suchockiej sprawował urząd ministra-szefa Urzędu Rady Ministrów (od lipca 1992 do października 1993). Zajmował się wówczas między innymi projektem reformy podziału administracyjnego.
Po upadku rządu i przedterminowych wyborach w 1993 został posłem II kadencji (ponownie z listy UD). Od 1994 należał do nowo powstałej Unii Wolności. W 1995 był współtwórcą Inicjatywy 3/4, mającej na celu niedopuszczenie do zwycięstwa Aleksandra Kwaśniewskiego w wyborach prezydenckich w tym samym roku. Otwarcie odżegnywał się od poparcia w wyborach oficjalnego kandydata UW Jacka Kuronia.
W styczniu 1997 odszedł z UW, współtworząc nowe ugrupowanie pod nazwą Stronnictwo Konserwatywno-Ludowe, które przystąpiło do Akcji Wyborczej Solidarność. We wrześniu 1997, kandydując z listy zorganizowanego przez Mariana Krzaklewskiego komitetu wyborczego AWS, został posłem III kadencji. W Sejmie został ponownie przewodniczącym Komisji Administracji i Spraw Wewnętrznych. Współtworzył reformę samorządową przeprowadzoną przez rząd Jerzego Buzka. W 2000 wybrano go prezesem SKL w miejsce Mirosława Stycznia. Był przeciwnikiem kandydatury Mariana Krzaklewskiego w wyborach prezydenckich w 2000.

### Działalność polityczna w latach 2001–2005
Po powstaniu Platformy Obywatelskiej w styczniu 2001 początkowo należał do przeciwników przyłączenia się do niej SKL. Krytykował polityków, którzy przeszli z AWS do PO, jednak po paru miesiącach również zdecydował się na akces do PO.
W wyborach w 2001 uzyskał mandat posła IV kadencji, zdobywając 20 251 głosów w okręgu krakowskim. W 2002 kandydował na prezydenta Krakowa; zajął 3. miejsce w 1. turze, zdobywając 36 128 głosów (18,06%) i przegrywając z popieranym przez Sojusz Lewicy Demokratycznej i Polskie Stronnictwo Ludowe Jackiem Majchrowskim oraz z byłym prezydentem Józefem Lassotą z UW. Po odejściu z PO Macieja Płażyńskiego stał się faktycznym liderem konserwatywnego skrzydła w partii. Od października 2001 do czerwca 2003 i ponownie od listopada 2005 do czerwca 2006 piastował funkcję wiceprzewodniczącego PO. Od czerwca 2003 do listopada 2005 był przewodniczącym jej klubu poselskiego. W Sejmie IV kadencji ponownie pracował w Komisji Administracji i Spraw Wewnętrznych.
Pewną popularność zapewniła Janowi Rokicie praca w komisji śledczej badającej tzw. aferę Rywina. Była to pierwsza komisja śledcza, której obrady transmitowano na żywo. Nastąpił wówczas wzrost popularności Jana Rokity, co zbiegło się ze wzrostem notowań PO.
We wrześniu 2003 liczne komentarze wzbudziło jego sejmowe przemówienie, w którym nawoływał rząd Leszka Millera do twardego obstawania przy systemie podejmowania decyzji w Unii ustalonym traktatem nicejskim. W trakcie parlamentarnej debaty wykorzystał sformułowanie Nicea albo śmierć. W 2004 udzielił Michałowi Karnowskiemu i Piotrowi Zarembie wywiadu rzeki, który ukazał się w postaci książki Alfabet Rokity.

### Działalność polityczna w latach 2005–2007
W wyborach parlamentarnych we wrześniu 2005 uzyskał 72 145 głosów, po raz szósty z rzędu uzyskując mandat. Na plakatach wyborczych reklamował się jako „premier z Krakowa” – był kandydatem swojej partii na urząd premiera.
W wyborach samorządowych w 2006 kandydat Platformy Obywatelskiej na urząd prezydenta Krakowa poseł Tomasz Szczypiński zajął 3. miejsce. Wyprzedzili go kandydat Prawa i Sprawiedliwości Ryszard Terlecki oraz ubiegający się o reelekcję Jacek Majchrowski. W listopadzie tego samego roku grupa krakowskich parlamentarzystów PO (w tym Jan Rokita) postanowiła poprzeć Ryszarda Terleckiego w drugiej turze. Sam Jan Rokita bez zgody władz partii, która nie poparła oficjalnie żadnego z konkurentów, wystąpił w spocie wyborczym kandydata PiS na tle symboli partyjnych PO.
W styczniu 2007 ogłosił dorobek prac kierowanego przez niego tzw. gabinetu cieni PO. Uczynił to bez konsultacji z jego członkami oraz z władzami partii.
W lipcu 2007 Jan Rokita został w pierwszej instancji skazany w procesie karnym na karę grzywny 5000 zł za nazwanie Grzegorza Wieczerzaka „bardzo znanym przestępcą”.
14 września tego samego roku w programie Bohater tygodnia w TVN24 ogłosił, że nie będzie kandydował w przedterminowych wyborach parlamentarnych, zapowiadając wycofanie się z życia politycznego. Decyzję tę motywował nominacją swej żony Nelli Rokity na stanowisko doradcy prezydenta Lecha Kaczyńskiego ds. kobiet, która miała miejsce kilka godzin wcześniej.

### Działalność po 2007
W grudniu 2007 warszawski sąd okręgowy orzekł, iż ma on przeprosić prokuratora i byłego komendanta głównego policji Konrada Kornatowskiego za to, iż nazwał go „wyjątkowo nikczemnym prokuratorem, który hańbi polską policję”.
W 2008 wraz z Rafałem Dutkiewiczem, Rafałem Matyją i Kazimierzem Michałem Ujazdowskim znalazł się wśród twórców portalu internetowego Polska XXI. W tym samym roku został komentatorem politycznym „Dziennika”, a także wykładowcą w Wyższej Szkole Filozoficzno-Pedagogicznej Ignatianum w Krakowie.
W związku z incydentem z 10 lutego 2009 w samolocie pasażerskim Lufthansy prokurator z prokuratury w Landshut w prowadzonym postępowaniu karnym przedstawił Janowi Rokicie zarzut popełnienia czynów zabronionych w postaci zakłócenia spokoju i stawiania oporu funkcjonariuszom policji. W sierpniu tego samego roku orzeczono wobec niego karę grzywny w wysokości 3 tysięcy euro. Jan Rokita nie wpłacił tej kwoty, wobec czego prokurator w Niemczech uzyskał nakaz jego aresztowania w celu wykonania kary zastępczej.
W sierpniu 2009 zakończył współpracę z „Dziennikiem”. W latach 2012–2024 był felietonistą „Dziennika Polskiego”. W marcu 2013 ukazała się Anatomia przypadku, wywiad rzeka z Janem Rokitą przeprowadzony przez Roberta Krasowskiego. Został też publicystą tygodników „W Sieci” (2013) oraz „Wszystko Co Najważniejsze” (2024), a także komentatorem politycznym w Kanale Zero (2025).
W 2013 komornik zajął jego wynagrodzenie za pracę na uczelni, co było konsekwencją przegranego przez niego w 2010 procesu z byłym komendantem głównym policji Konradem Kornatowskim. W tym samym roku Jan Rokita został wykluczony z PO przez jej zarząd krajowy z powodu niepłacenia składek członkowskich.
Wziął udział w konwencji Polski Razem przed wyborami do Parlamentu Europejskiego i zadeklarował głos na kandydatkę tej formacji. W tym samym roku wszedł do komitetu poparcia Marka Lasoty, kandydującego na prezydenta Krakowa. W kolejnych latach deklarował głos na kandydatów Prawa i Sprawiedliwości (w wyborach samorządowych 2018 na Małgorzatę Wassermann i w wyborach parlamentarnych 2019 na startującego do Senatu Krzysztofa Mazura).

## Odznaczenia i wyróżnienia
- Krzyż Komandorski Orderu Odrodzenia Polski (2008)[1]
- Krzyż Wolności i Solidarności (2018)[37]
- Odznaka Honorowa za Zasługi dla Legislacji (2022)[38]
- Medal Świętego Brata Alberta (1997)[39]
- Nagroda Kisiela (2003)
- Nagroda im. Edwarda J. Wende (2003)[40]
- Człowiek Roku tygodnika „Wprost” (2003)
- Medal „Niezłomnym w słowie” (2011)[41]

## Życie prywatne
Jest synem Tadeusza Rokity oraz prawniczki Adeli z domu Wajdowicz, która po swojej matce Marii z domu Meder miała korzenie austriackie.
Pierwszą żoną Jana Rokity, z którą zawarł ślub cywilny, była dziennikarka i pisarka Katarzyna Zimmerer. Jego drugą żoną (ślub kościelny w obrządku katolickim) została Nelli Arnold – obywatelka Polski pochodzenia niemieckiego, urodzona w ZSRR. Wspólnie wychowywali jej córkę z pierwszego małżeństwa – Katarzynę.
Należy do grona członków założycieli Stowarzyszenia Siemacha. Był członkiem komisji rewizyjnej tej organizacji, zaangażowany w jej działalność m.in. jako fundator stypendiów.